# Por aquí todo bien
Por aquí todo bien (en portugués Por aqui tudo bem, en francés Tout Va Bien) es una película de 2011 de la cineasta angoleña Pocas Pascoal. Se mostró en el Festival de Cine de Malta y en la edición 2014 del Festival Africano Vivo de Alemania. Tiene una duración de 94 minutos.

## Sinopsis
Dos hermanas adolescentes, Aida de dieciséis años y María de diecisiete, huyen de Angola para vivir en Lisboa, Portugal durante 1980, para escapar de la guerra civil angoleña de esa época.
Cuando llegan a Lisboa, se enfrentan a la realidad de un país donde la vida resulta difícil para ambas mujeres africanas. Les cuesta adaptarse al nuevo país, sus costumbres y cultura, pero además un trágico evento cambia nuevamente sus vidas.

## Elenco
- Willon Brandau
- Vera Cruz
- Cheila Lima
- Ciomara Morais

## Premios
Ha ganado distintos premios internacionales, entre ellos:
- Festival de Cine de Los Ángeles, Estados Unidos, 2012
- Festival de Cine Africano de Khourigba, Marruecos, 2012
- Festival de Cine de la Tarde de Karthage, Túnez, 2012
- Festival Internacional de Luanda, Angola, 2012
- Fespaco de Uagadugú, Burkina Faso, 2013
- Festival Indie Lisboa, Portugal, 2013